# Костин, Анатолий Петрович
Анатолий Петрович Костин (1923, Кыштым, Уральская область — неизвестно) — разведчик 207-й отдельной разведывательной роты (413-я стрелковая дивизия, 114-й стрелковый корпус, 70-я армия, 1-й Белорусский фронт), красноармеец, участник Великой Отечественной войны, кавалер ордена Славы трёх степеней.

## Биография
Родился в 1923 году в посёлке Кыштымский завод Екатеринбургского уезда Екатеринбургской губернии (в настоящее время город Кыштым Челябинской области). Из рабочей семьи. Русский.
Окончил неполную школу. С октября 1938 года работал на Кыштымском механическом заводе слесарем в цехе ФФЗУ, а с февраля 1941 года — токарем в цехе механической сборки.
В марте 1942 года Кыштымским районным военкоматом Челябинской области призван в Красную Армию. С мая 1942 года — участник Великой Отечественной войны. В бою 22 марта 1943 года был ранен. После госпиталя с мая 1943 года воевал во взводе пешей разведки 15-го стрелкового полка 49-й стрелковой дивизии 50-й армии.
В бою 10 июня 1943 года был ещё раз ранен и контужен. После госпиталя направлен в 413-ю стрелковую дивизию.
В ночь на 18 мая в составе разведгруппы ворвался в расположение противника, в бою уничтожил 8 немцев, взорвал гранатой пулемётную точку с расчётом, забросал гранатами блиндаж. После открытия вражеского огня засёк несколько огневых точек и доложил их расположение командованию. Был представлен к награждению орденом Красной Звезды, но командир дивизии заменил награду на медаль «За отвагу».
Разведчик 207-й отдельной разведывательной роты (413-я стрелковая дивизия, 50-я армия, Белорусский фронт) красноармеец Костин Анатолий Петрович проявил исключительную доблесть в ходе фронтовой наступательной операции на Витебско-Оршанском направлении зимой 1943—1944 годов. При атаке высоты в Гомельском районе Белорусской ССР 8 декабря 1943 года первым ворвался в немецкую траншею, где автоматным огнём и гранатами уничтожил 2 огневые точки врага, а также захватил 2 ручных пулемёта. Также в этом бою им был ранен и захвачен в плен немецкий солдат, которого он доставил в штаб (правда, там раненый умер).
С 18 по 24 декабря в составе разведгруппы находился в немецком тылу, выявляя запасные рубежи обороны. Группа захвата, в которой был и Костин, при захвате контрольного пленного уничтожила одного немецкого солдата и захватила второго. Бесшумно сделать это не получилось, срочно прибывшее на звуки стрельбы немецкое подразделение начало преследование разведчиков. Костин добровольно вызвался прикрывать отход группы, в неравном бою уничтожил 3-х немецких солдат и автоматным огнём надолго задержал остальных. Группа с пленным успешно перешла линию фронта, а затем благополучно добрался до своих и сам А. П. Костин.
За образцовое выполнение боевых заданий Командования на фронте борьбы с немецкими захватчиками и проявленные при этом доблесть и мужество приказом частям 413-й стрелковой дивизии № 49/н от 6 января 1944 года красноармеец Костин Анатолий Петрович награждён орденом Славы 3-й степени.
Разведчик 207-й отдельной разведывательной роты (413-я стрелковая дивизия, 46-й стрелковый корпус, 3-я армия, 1-й Белорусский фронт) красноармеец Костин Анатолий Петрович исключительно отважно действовал в Бобруйской наступательной операции — составной части Белорусской стратегической наступательной операции. При выполнении очередного разведзадания в немецком тылу бойцы обнаружили двигающуюся группу из немецких 12 солдат во главе с офицером. Скрытно догнав её. Костин в упор открыл огонь из автомата. Бойцы на месте перебили всех немцев, кроме офицера. Успешно уйдя от преследования, разведчики перешли линию фронта и доставили раненного офицера в штаб дивизии. На следующий день в очередном разведвыходе Костин в паре в товарищем заметили в немецком тылу группу из 28 солдат, устроили засаду на тропе, по которой шли немцы, и автоматным огнём с близкой дистанции уничтожили всю группу в полном составе. На этот раз разведчики немного «перестарались» — не пощадили ни одного солдата для плена.
30 июня при отражении немецкой контратаки на только что захваченную переправу через реку Свислочь (в районе села Свислочь Пуховичского района Минской области Белорусской ССР) отбивал их натиск автоматным огнём, а когда враг приблизился близко — забрасывал немцев гранатами. В этом бою им были истреблено до 20 солдат противника.
За образцовое выполнение боевых заданий Командования на фронте борьбы с немецкими захватчиками и проявленные при этом доблесть и мужество приказом войскам 3-й армии № 293/н от 10 июля 1944 года красноармеец Костин Анатолий Петрович награждён орденом Славы 2-й степени.
Разведчик 207-й отдельной разведывательной роты (413-я стрелковая дивизия, 114-й стрелковый корпус, 70-я армия, 1-й Белорусский фронт) красноармеец Костин Анатолий Петрович вновь успел отличиться на завершающем этапе Белорусской стратегической операции. В районе хутора Дыбув под городом Радзымин (ныне в Мазовецком воеводстве, Польша) 29 августа 1944 года советская разведгруппа воспользовались оплошностью противника, плохо организовавшего караульную службу, скрытно проникла на хутор и перебила экипаж немецкого танка (3 человека). Сам танк был захвачен в исправном состоянии. В дальнейшем бою красноармеец Костин уничтожил ещё 7 немецких солдат. Разведчики успешно держали круговую оборону и тем самым отвлекли на себя внимание противника от до подходящих основных сил, вскоре полностью выбывших немцев из хутора.
За образцовое выполнение боевых заданий командования на фронте борьбы с немецкими захватчиками и проявленные при этом доблесть и мужество Указом Президиума Верховного Совета СССР от 24 марта 1945 года красноармеец Костин Анатолий Петрович награждён орденом Славы 1-й степени.
И в дальнейшем сражался на фронтах войны. Был тяжело ранен.
В 1945 году был демобилизован по инвалидности. Возвратился на родину. С мая 1945 года вновь трудился на Кыштымском механическом завод токарем.
В сентябре 1948 года уволился и вскоре переехал в город Ташкент Узбекской ССР. О дальнейшей судьбе нет сведений.

## Награды
- Орден Славы 1-й (24.03.1945)[2][3], 2-й степени (24.03.1945)[2][4] и 3-й (24.03.1945)[2][5] степеней
- Орден Отечественной войны I степени (6.04.1985)

- медали:
  - «За отвагу»(22.06.1943)[6]
  - «В ознаменование 100-летия со дня рождения Владимира Ильича Ленина» (6 апреля 1970)
  - «За победу над Германией» (9 мая 1945[7][8])
  - «20 лет Победы в Великой Отечественной войне 1941—1945 гг.» (7 мая 1965[9])
  - «30 лет Победы в Великой Отечественной войне 1941—1945 гг.»[10]
  - «40 лет Победы в Великой Отечественной войне 1941—1945 гг.»[11]
  - «50 лет Победы в Великой Отечественной войне 1941—1945 гг.»[12]
  - «Ветеран труда»
  - «50 лет Вооружённых Сил СССР» (26 декабря 1967[13])
  - «60 лет Вооружённых Сил СССР» (28 января 1978[14])

- Знак «25 лет победы в Великой Отечественной войне» (1970)

## Память
- Имя воина увековечено в Главном Храме Вооружённых сил России, и навсегда запечатлено на мемориале «Дорога памяти»[15].